# Lucas Arnold Ker
Lucas Arnold Ker (Buenos Aires, 12 oktober 1974) is een Argentijns tennisser. Hij is prof sinds 1994.
Arnold Ker is vooral bekend als gravelspecialist in het dubbelspel,hij heeft in zijn carrière vijftien ATP-dubbeltoernooien op zijn naam geschreven en stond daarnaast nog in achttien finales.

## Palmares
| Legenda                       | Legenda               |
| ----------------------------- | --------------------- |
| Grand Slam                    |                       |
| Olympische Spelen             |                       |
| tot 2009                      | vanaf 2009            |
| Tennis Masters Cup            | ATP Finals            |
| ATP Masters Series            | ATP Tour Masters 1000 |
| ATP International Series Gold | ATP Tour 500          |
| ATP International Series      | ATP Tour 250          |

### Enkelspel
| Nr.                  | Datum           | Toernooi  | Ondergrond | Tegenstander in finale | Score            |
| -------------------- | --------------- | --------- | ---------- | ---------------------- | ---------------- |
| Gewonnen challengers |                 |           |            |                        |                  |
| 1.                   | 3 augustus 1997 | Meran     | Gravel     | Vincenzo Santopadre    | 6-1, 6-4         |
| 2.                   | 5 oktober 1997  | São Paulo | Gravel     | Fernando Meligeni      | 6-4, 1-0, opgave |

### Dubbelspel
| Nr.                                      | Datum             | Toernooi             | Ondergrond | Partner           | Tegenstanders in finale                        | Score                | Details |
| ---------------------------------------- | ----------------- | -------------------- | ---------- | ----------------- | ---------------------------------------------- | -------------------- | ------- |
| Gewonnen finales herendubbel             |                   |                      |            |                   |                                                |                      |         |
| 1.                                       | 11 augustus 1996  | ATP San Marino (1)   | Gravel     | Pablo Albano      | Mariano Hood Sebastián Prieto                  | 6-1, 6-3             | Details |
| 2.                                       | 13 juni 1999      | ATP Merano           | Gravel     | Jaime Oncins      | Marc-Kevin Goellner Eric Taino                 | 6-4, 7-6(1)          | Details |
| 3.                                       | 15 augustus 1999  | ATP San Marino (2)   | Gravel     | Mariano Hood      | Petr Pála Pavel Vízner                         | 6-3, 6-2             | Details |
| 4.                                       | 19 september 1999 | ATP Mallorca         | Gravel     | Tomás Carbonell   | Alberto Berasategui Francisco Roig             | 6-1, 6-4             | Details |
| 5.                                       | 3 oktober 1999    | ATP Boekarest (1)    | Gravel     | Martín García     | Marc-Kevin Goellner Francisco Montana          | 6-3, 2-6, 6-3        | Details |
| 6.                                       | 12 maart 2000     | ATP Bogotá           | Gravel     | Pablo Albano      | Joan Balcells Mauricio Hadad                   | 7-6(4), 1-6, 6-2     | Details |
| 7.                                       | 18 februari 2001  | ATP Viña del Mar     | Gravel     | Tomás Carbonell   | Mariano Hood Sebastián Prieto                  | 6–4, 2–6, 6–3        | Details |
| 8.                                       | 25 februari 2001  | ATP Buenos Aires (1) | Gravel     | Tomás Carbonell   | Mariano Hood Sebastián Prieto                  | 5–7, 7–5, 7–6(5)     | Details |
| 9.                                       | 29 september 2002 | ATP Palermo (1)      | Gravel     | Luis Lobo         | František Čermák Leoš Friedl                   | 6–4, 4–6, 6–2        | Details |
| 10.                                      | 4 mei 2003        | ATP Valencia         | Gravel     | Mariano Hood      | Brian MacPhie Nenad Zimonjić                   | 6–1, 6–7(7), 6–4     | Details |
| 11.                                      | 28 september 2003 | ATP Palermo (2)      | Gravel     | Mariano Hood      | František Čermák Leoš Friedl                   | 7–6(6), 6–7(3), 6–3  | Details |
| 12.                                      | 22 februari 2004  | ATP Buenos Aires (2) | Gravel     | Mariano Hood      | Federico Browne Diego Veronelli                | 7–5, 6–7(2), 6–4     | Details |
| 13.                                      | 19 september 2004 | ATP Boekarest (2)    | Gravel     | Mariano Hood      | José Acasuso Óscar Hernández                   | 7–6(5), 6–1          | Details |
| 14.                                      | 3 oktober 2004    | ATP Palermo (3)      | Gravel     | Mariano Hood      | Gastón Etlis Martín Rodríguez                  | 7–5, 6–2             | Details |
| 15.                                      | 22 mei 2005       | ATP St. Pölten       | Gravel     | Paul Hanley       | Martin Damm Mariano Hood                       | 6–3, 6–4             | Details |
| Verloren finales herendubbel             |                   |                      |            |                   |                                                |                      |         |
| 1.                                       | 6 oktober 1996    | ATP Marbella         | Gravel     | Pablo Albano      | Andrew Kratzmann Jack Waite                    | 7-6, 3-6, 4-6        | Details |
| 2.                                       | 13 februari 2000  | ATP San José         | Hardcourt  | Eric Taino        | Jan-Michael Gambill Scott Humphries            | 1-6, 4-6             | Details |
| 3.                                       | 23 juli 2000      | ATP Stuttgart        | Gravel     | Donald Johnson    | Jiří Novák David Rikl                          | 7-5, 2-6, 3-6        | Details |
| 4.                                       | 17 februari 2002  | ATP Viña del Mar     | Gravel     | Luis Lobo         | Gastón Etlis Martín Rodríguez                  | 3-6, 4-6             | Details |
| 5.                                       | 28 april 2002     | ATP Barcelona        | Gravel     | Gastón Etlis      | Michael Hill Daniel Vacek                      | 4-6, 4-6             | Details |
| 6.                                       | 28 juli 2002      | ATP Kitzbühel (1)    | Gravel     | Àlex Corretja     | Robbie Koenig Thomas Shimada                   | 6-7(3), 4-6          | Details |
| 7.                                       | 23 februari 2003  | ATP Buenos Aires     | Gravel     | David Nalbandian  | Mariano Hood Sebastián Prieto                  | 2-6, 2-6             | Details |
| 8.                                       | 13 april 2003     | ATP Estoril (1)      | Gravel     | Mariano Hood      | Mahesh Bhupathi Maks Mirni                     | 1-6, 2-6             | Details |
| 9.                                       | 13 juli 2003      | ATP Båstad           | Gravel     | Mariano Hood      | Simon Aspelin Massimo Bertolini                | 7-6(3), 0-6, 4-6     | Details |
| 10.                                      | 26 oktober 2003   | ATP Bazel (1)        | Tapijt (i) | Mariano Hood      | Mark Knowles Daniel Nestor                     | 4-6, 2-6             | Details |
| 11.                                      | 25 juli 2004      | ATP Kitzbühel (2)    | Gravel     | Martín García     | František Čermák Leoš Friedl                   | 3-6, 5-7             | Details |
| 12.                                      | 31 oktober 2004   | ATP Bazel (2)        | Tapijt (i) | Mariano Hood      | Bob Bryan Mike Bryan                           | 6-7(11), 2-6         | Details |
| 13.                                      | 10 april 2005     | ATP Valencia         | Gravel     | Mariano Hood      | Fernando González Martín Rodríguez             | 4-6, 4-6             | Details |
| 14.                                      | 7 augustus 2005   | ATP Sopot            | Gravel     | Sebastián Prieto  | Mariusz Fyrstenberg Marcin Matkowski           | 6-7(7), 4-6          | Details |
| 15.                                      | 1 mei 2006        | ATP Estoril (2)      | Gravel     | Leoš Friedl       | Lukáš Dlouhý Pavel Vízner                      | 3-6, 1-6             | Details |
| 16.                                      | 23 juli 2006      | ATP Amersfoort       | Gravel     | Christopher Kas   | Alberto Martín Fernando Vicente                | 4-6, 3-6             | Details |
| 17.                                      | 20 juli 2008      | ATP Kitzbühel (3)    | Gravel     | Olivier Rochus    | James Cerretani Victor Hănescu                 | 3-6, 5-7             | Details |
| 18.                                      | 20 februari 2009  | ATP Costa do Sauípe  | Gravel     | Juan Mónaco       | Marcel Granollers Tommy Robredo                | 4-6, 5-7             | Details |
| Gewonnen finales challengers herendubbel |                   |                      |            |                   |                                                |                      |         |
| 1.                                       | 30 januari 1994   | Mar del Plata        | Gravel     | Patricio Arnold   | Filippo Messori Federico Mordegan              | 6-4, 7-5             |         |
| 2.                                       | 1 mei 1994        | Bogota               | Gravel     | Pablo Campana     | Danilo Marcelino Nuno Marques                  | 3-6, 7-6, 7-6        |         |
| 3.                                       | 30 juli 1995      | São Paulo            | Hardcourt  | Patricio Arnold   | Otavio Della Marcelo Saliola                   | 6-2, 4-6, 6-1        |         |
| 4.                                       | 12 mei 1996       | Ljubljana (1)        | Gravel     | Pablo Albano      | Rikard Bergh Shelby Cannon                     | 6-1, 3-6, 6-1        |         |
| 5.                                       | 14 juli 1996      | Oostende             | Gravel     | David Škoch       | Wim Neefs Yuri Soberon                         | 7-6, 6-1             |         |
| 6.                                       | 11 mei 1997       | Ljubljana (2)        | Gravel     | Daniel Orsanic    | David Škoch Fernon Wibier                      | 6-0, 6-4             |         |
| 7.                                       | 17 augustus 1997  | Graz                 | Gravel     | Tom Vanhoudt      | Alberto Martín Albert Portas                   | 6-1, 6-2             |         |
| 8.                                       | 5 oktober 1997    | Santiago             | Gravel     | Jaime Oncins      | Diego del Rio Mariano Puerta                   | 6-2, 6-2             |         |
| 9.                                       | 16 november 1997  | Rio Grande           | Gravel     | Daniel Orsanic    | Mariano Hood Sebastián Prieto                  | 7-5, 3-6, 6-3        |         |
| 10.                                      | 7 februari 1999   | Punta del Este       | Gravel     | Marcelo Filippini | Paulo Carvallo Gonzalo Rodríguez               | 6-1, 6-4             |         |
| 11.                                      | 19 november 2000  | Montevideo           | Gravel     | Gastón Etlis      | Juan Balcells Germán Puentes                   | 6-4, 6-4             |         |
| 12.                                      | 26 november 2000  | Buenos Aires (1)     | Gravel     | Pablo Albano      | Sergio Roitman Andrés Schneiter                | 6-3, 4-6, 6-2        |         |
| 13.                                      | 18 mei 2003       | Zagreb               | Gravel     | Mariano Hood      | Simon Aspelin Todd Perry                       | 6-1, 6-3             |         |
| 14.                                      | 6 juli 2003       | Kosice-2             | Gravel     | Mariano Hood      | Salvado Navarro Rubén Ramírez Hidalgo          | 2-1 (r)              |         |
| 15.                                      | 26 september 2004 | Szczecin             | Gravel     | Mariano Hood      | Óscar Hernández Alberto Martín                 | 6-0, 6-4             |         |
| 16.                                      | 27 november 2005  | Buenos Aires (2)     | Gravel     | Sebastián Prieto  | Rubén Ramírez Hidalgo Santiago Ventura         | 6-0, 6-4             |         |
| 17.                                      | 9 juli 2006       | Biella               | Gravel     | Agustín Calleri   | Juan Martín del Potro Martín Vassallo Argüello | 7-6 (5), 6-2         |         |
| 18.                                      | 12 juli 2009      | Scheveningen         | Gravel     | Máximo González   | Thomas Schoorel Nick Van Der Meer              | 7-5, 6-2             |         |
| 19.                                      | 9 augustus 2009   | San Marino           | Gravel     | Sebastián Prieto  | Johan Brunström Jean-Julien Rojer              | 7-6 (4), 2-6, [10-7] |         |

## Prestatietabel
| Legenda | Legenda                          |
| ------- | -------------------------------- |
| g.t.    | geen toernooi gehouden           |
| l.c.    | lagere categorie                 |
| –       | niet deelgenomen                 |
| G       | uitgeschakeld in de groepsfase   |
| 1R      | uitgeschakeld in de eerste ronde |
| 2R      | uitgeschakeld in de tweede ronde |
| 3R      | uitgeschakeld in de derde ronde  |
| 4R      | uitgeschakeld in de vierde ronde |
| KF      | uitgeschakeld in de kwartfinale  |
| HF      | uitgeschakeld in de halve finale |
| F       | de finale verloren               |
| W       | het toernooi gewonnen            |
| w-v     | winst/verlies-balans             |

### Prestatietabel grand slam, enkelspel
| Toernooi        | 1998 | 1999 |
| --------------- | ---- | ---- |
| Australian Open | 1R   | 1R   |
| Roland Garros   | 2R   | –    |
| Wimbledon       | 1R   | –    |
| US Open         | 3R   | –    |

### Prestatietabel grand slam, dubbelspel
| Toernooi        | 1997 | 1998 | 1999 | 2000 | 2001 | 2002 | 2003 | 2004 | 2005 | 2006 | 2008 | 2009 | 2010 | 2011 |
| --------------- | ---- | ---- | ---- | ---- | ---- | ---- | ---- | ---- | ---- | ---- | ---- | ---- | ---- | ---- |
| Australian Open | –    | 1R   | 3R   | –    | 2R   | 3R   | 1R   | 1R   | –    | –    | 3R   | 3R   | 2R   | –    |
| Roland Garros   | HF   | 1R   | 1R   | 2R   | KF   | 3R   | KF   | 1R   | 3R   | 1R   | 3R   | 1R   | –    | 1R   |
| Wimbledon       | –    | –    | –    | 1R   | 3R   | 1R   | 1R   | 2R   | 1R   | 1R   | 2R   | 1R   | –    | –    |
| US Open         | –    | 2R   | –    | 2R   | 2R   | 1R   | 3R   | 2R   | 1R   | 1R   | 2R   | 1R   | –    | 1R   |